# Straßenbahn Vitoria-Gasteiz

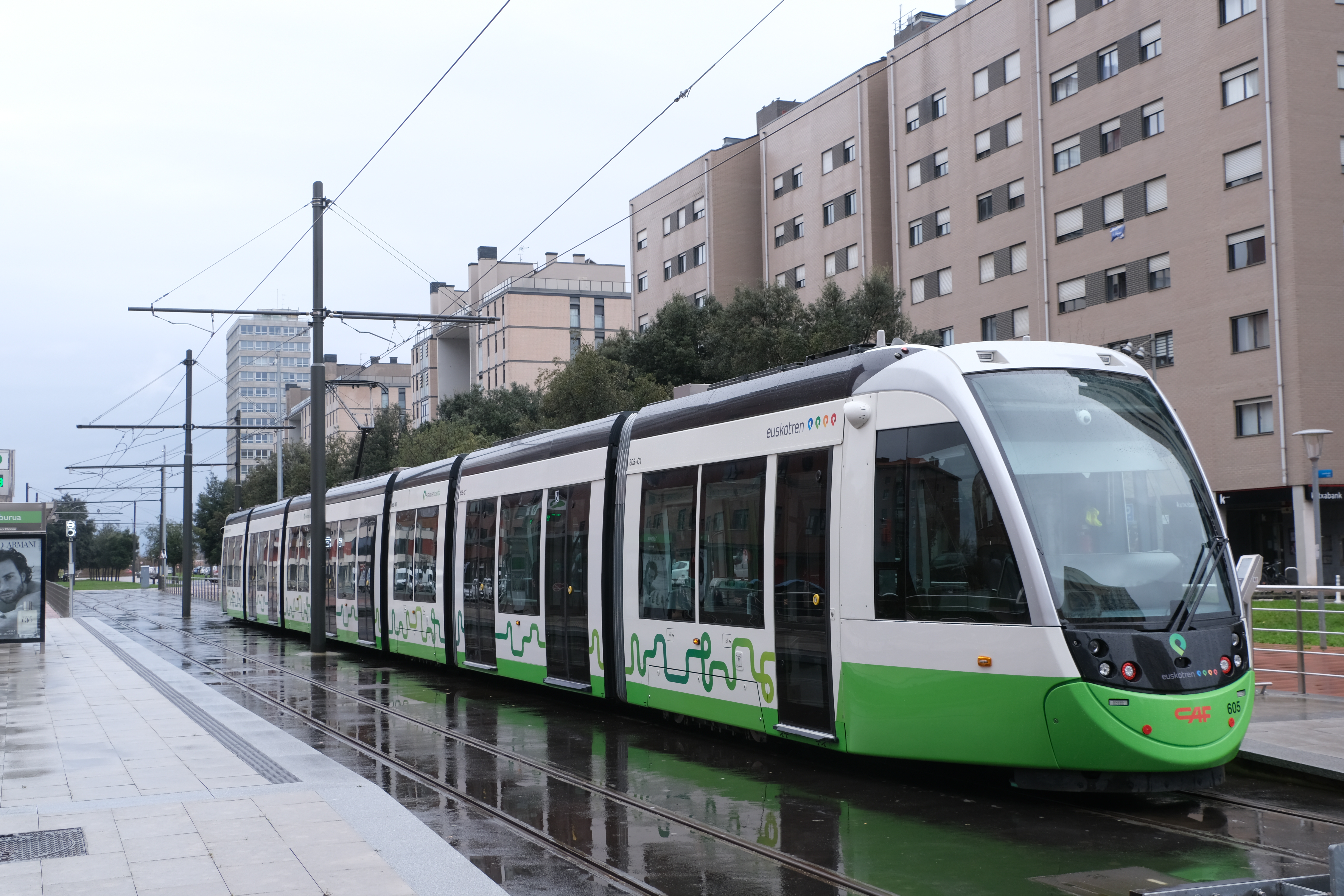
Urbos 3 »Salburua«

Die Straßenbahn Vitoria-Gasteiz wird von der baskischen Bahngesellschaft Euskotren betrieben. Sie wurde am 23. Dezember 2008 in Betrieb genommen. Der Bau des Netzes begann am 12. September 2006. Sie verbindet die am dichtesten besiedelten Stadtteile von Vitoria mit dem Stadtzentrum. Das Netz besteht aus einer Linie mit zwei Ästen und ermöglicht es den Fahrgästen, die Stadtteile Ibaiondo, Lakua und Abetxuko innerhalb von 15 Minuten vom Zentrum aus zu erreichen, im Innenstadtbereich fahren die Züge alle 7,5 Minuten. Die ersten Probefahrten begannen am 6. Oktober 2008 auf dem Ast nach Ibaiondo.
Der Betriebshof befindet sich am Endpunkt Ibaiondo. Wendeschleifen gibt es nicht, sämtliche Triebwagen sind Zweirichtungsfahrzeuge, die an allen Endstellen durch Fahrtrichtungswechsel wenden.

## Geschichte

### Erste Planungen
Bereits 1995 bot die baskische Regierung der Stadtverwaltung von Vitoria-Gasteiz die Finanzierung und den Bau einer Straßenbahnlinie an. Jedoch konnte sich das Projekt auf Grund der Abneigung der Bürger und des Stadtrates nicht durchsetzen. Nach dem Erfolg der Straßenbahn Bilbao wandte sich das Bild, so dass sich Vitoria neun Jahre später doch zum Bau einer eigenen Straßenbahn entschloss.

### Baugeschichte
Der Bau der Straßenbahn von Vitoria begann im September 2006. Die erste Linie, die das Stadtzentrum mit dem nördlichen Stadtteil Lakua verbindet, ist seit dem 23. Dezember 2008 in Betrieb.
Eine zweite Linie – ebenfalls Richtung Norden – wurde am 10. Juli 2009 eröffnet. Zunächst führte sie nur bis zur Haltestelle Kañabento. Seit der Verlängerung um 750 m und zwei weitere Haltestellen im September 2012 fährt die Straßenbahn ins Zentrum des Stadtteils Abetxuko. Damit erreichte das Streckennetz eine Länge von 12 km.
Am 15. Februar 2020 wurde eine Verlängerung von der Haltestelle Angulema in südlicher Richtung um 1,4 km Betrieb genommen. Es entstanden drei neue Haltestellen. Die Endhaltestelle Unibertsitatea liegt in Nähe der Universität.
Im Herbst 2019 wurde der Bau eines 2,5 Kilometer langen Abzweigs von der Haltestelle Florida in Richtung Salburua mit fünf weiteren Haltestellen genehmigt. Diese Verlängerung wurde am 11. April 2023 in Betrieb genommen, der Bau kostete 25 Millionen Euro.

## Rollmaterial

### Fahrzeugbestand bei Betriebsaufnahme
Für den Betrieb der Strecke hat man sich für fünfteilige Multigelenkwagen des Typs Urbos 2 der baskischen Firma CAF entschieden: CAF lieferte in den Jahren 2008 und 2009 insgesamt 11 Zweirichtungswagen.

### Ergänzungslieferungen 2019
Wegen einer starken Zunahme der Fahrgastzahlen auf 8,3  Millionen Fahrgäste im Jahr 2018, wurde eine Erweiterung des Fuhrparks notwendig: Bereits 2017 waren bei CAF drei siebenteilige Multigelenkwagen des Typs Urbos 3 bestellt worden, im Mai 2019 wurde in Abänderung des Kaufvertrags ein weiteres Fahrzeug bestellt. Die Wagen wurden im Dezember 2019 ausgeliefert. Der Auftrag wurde auf sieben Einheiten vergrößert, sodass drei Urbos 2 an die Straßenbahn Bilbao abgegeben werden konnten.
Außerdem besteht ein Vertrag über die Verlängerung der vorhandenen fünfteiligen Triebwagen auf siebenteilige. Ende 2024 wurden weitere drei siebenteilige Urbos 3 bestellt, deren Auslieferung (Stand Vertragsabschluss) in der zweiten Jahreshälfte 2027 erfolgen soll.